# Equipo E.C.O.
E.C.O. es el acrónimo utilizado por la Guardia Civil, para referirse a los equipos de Investigación Contra el Crimen Organizado en España;

## Creación
Estos equipos fueron creados a finales del año 2005 con motivo de la espectacular subida de la delincuencia organizada en España. Bandas compuestas principalmente por Delincuentes de Países del Este Europeo (Rumanía, antigua Yugoslavia (Serbia, Croacia, Eslovenia, Macedonia del Norte, Bosnia y Herzegovina, Montenegro y Kosovo), Albania, Moldavia y Rusia principalmente), aunque la experiencia ha demostrado que se han desmantelado grupos delictivos con delincuentes de diversa índole Nacional, como italianos, marroquíes, argelinos y de países sudamericanos. El primer equipo Contra el Crimen Organizado creado fue el de Alicante, con sede en la capital y subsedes en distintas ciudades de la Comunidad, por ser la Comunidad Valenciana la principal zona de actuación de dichas bandas.

## Actuación

### Ámbito
En principio su ámbito de actuación es la comunidad en la que se crea su sede (Baleares, Comunidad Valenciana, Galicia, Andalucía, Cataluña y Canarias), pero se ha dado el caso como en el Equipo de la Comunidad Valenciana (el de más experiencia), que incluso llegó a actuar en Europa al escapar integrantes de una banda albano-kosovar a Hungría. Es por lo que su actuación puede iniciarse en una comunidad en particular, pero puede extenderse a cualquier otra comunidad que no cuente con Equipo ECO.
En la actualidad (2012), debido al constante cambio de residencia de los integrantes de las organizaciones delictivas, a fin de evadirse de la acción de la Justicia, los diferentes Equipos ECO han trabajado en numerosas ocasiones conjuntamente entre los mismos, así como con las diferentes policías autonómicas, siendo numerosas las operaciones conjuntas desarrolladas en el territorio Nacional. Su actuación, se ha desarrollado hasta el punto de actuar junto a las policías de Marruecos, Francia, Reino Unido, Bélgica y Países Bajos, muy especialmente con el SOCA (Unidad contra el Crimen Organizado en el Reino Unido).

### Personal
El personal integrante de estos equipos está formado por agentes U.C.O. (Unidad Central Operativa de la Guardia Civil), personal que es seleccionado entre cientos de solicitantes, por psicólogos y tras diferentes entrevistas y duras pruebas de acceso, siendo indispensable que como mínimo los agentes sean agentes titulados en Policía Judicial. El periodo de prueba puede ser la fase más dura que pasan los agentes, ya que incluso una vez seleccionados por la U.C.O., y una vez iniciado su labor en los equipos, estos son quienes les dan el "APTO", pasando a ser Agentes UCO, (tiempo que se puede alargar hasta los dos años), agentes con total discreción en su vida privada acerca de su labor en la Guardia Civil, personal que acepta cualquier orden y con una gran iniciativa, siendo capaz un solo agente de iniciar una investigación, y desarrollarla hasta su fase de explotación, las cualidades indispensables de inicio en todos los agentes (no se hace distinción de género), suelen ser dominio de idiomas, control absoluto a nivel ofimático, conocimientos avanzados en fotografía y vídeo, y conocimiento exacto de las leyes de aplicación en cada caso concreto, además de saber trabajar en equipo. A los solicitantes de ingreso, se les pide total dedicación horaria y una gran discreción, siendo sus identidades secretas, tanto el número de integrantes de cada equipo como el lugar en que se hallan en cada momento.

### Resultados
Los resultados logrados por estos equipos se observan de forma continua en la prensa de cada comunidad, (pueden solicitarse datos en la sección de Gabinete de prensa de la Dirección General de la Guardia Civil, o visitar su página web).
Los grupos delictivos desmantelados son de Marruecos, Argelia, Sudamérica, España, Albania, Kosovo, Italia y Rumanía principalmente, así como grupos de narcotraficantes británicos e irlandeses. Es casi innecesario decir que Los Equipos ECO de la Guardia Civil, han realizado y siguen realizando una labor totalmente indispensable, teniendo en cuenta el aumento de la delincuencia especializada, bandas delictivas con integrantes informáticos, militares, abogados o empresarios y un gran apoyo logístico, tanto en la actuación delictiva como en el posterior blanqueo de los capitales.
- Datos: Q5835042